# Tirto.id
Tirto.id – indonezyjski portal internetowy o charakterze informacyjno-edukacyjnym. Działa pod auspicjami przedsiębiorstwa PT Tirta Adi Surya.
Portal swoją misję edukacyjną określa jako „przedstawianie tekstów klarownych, oświecających, wnikliwych, dociekliwych i zgłębiających temat, opartych na kontekście i faktach”.
Serwis został uruchomiony w 2016 roku przez Atmaji Sapto Anggoro. Według samej jego redakcji inspiracją dla powstania strony stał się dziennikarz Tirto Adhi Soerjo, uważany za ojca indonezyjskiej prasy.
W ciągu miesiąca portal odnotowuje ponad 10 mln wizyt (stan na 2020 rok). W maju 2018 r. był czterdziestą stroną w kraju pod względem popularności (według danych Alexa Internet).